# Challenger de Maspalomas 2023
El torneo Maspalomas Challenger 2023 fue un torneo de tenis perteneció al ATP Challenger Tour 2023 en la categoría Challenger 75. Se trató de la 2.ª edición, el torneo tuvo lugar en la ciudad de Maspalomas (España), desde el 27 de noviembre hasta el 3 de diciembre de 2023 sobre pista de tierra batida al aire libre.

## Jugadores participantes del cuadro de individuales
| Favorito | País                | Jugador            | Rank1 | Posición en el torneo |
| -------- | ------------------- | ------------------ | ----- | --------------------- |
| 1        | Bandera de España   | Pedro Martínez     | 114   | CAMPEÓN               |
| 2        | Bandera de la India | Sumit Nagal        | 141   | Segunda ronda         |
| 3        | Bandera de Austria  | Filip Misolic      | 158   | Semifinales           |
| 4        | Bandera vacío       | Ivan Gakhov        | 172   | Segunda ronda         |
| 5        | Bandera de España   | Oriol Roca Batalla | 189   | Primera ronda         |
| 6        | Bandera de Italia   | Raúl Brancaccio    | 195   | Segunda ronda         |
| 7        | Bandera de España   | Daniel Rincón      | 196   | Semifinales           |
| 8        | Bandera de Alemania | Rudolf Molleker    | 198   | Primera ronda         |

- 1 Se ha tomado en cuenta el ranking del 20 de noviembre de 2023.

### Otros participantes
Los siguientes jugadores recibieron una invitación (wild card), por lo tanto ingresan directamente al cuadro principal (WC):
- Nicolás Álvarez Varona
- Alberto Barroso Campos
- Carlos Sánchez Jover

Los siguientes jugadores ingresan al cuadro principal tras disputar el cuadro clasificatorio (Q):
- Javier Barranco Cosano
- Kilian Feldbausch
- Jonáš Forejtek
- Vilius Gaubas
- Svyatoslav Gulin
- Imanol López Morillo

## Campeones

### Individual Masculino
- Pedro Martínez derrotó en la final a  Kilian Feldbausch, 6–4, 4–6, 6–3

### Dobles Masculino
- Scott Duncan /  Marcus Willis derrotaron en la final a  Théo Arribagé /  Sadio Doumbia,